# فمینیسم ضدپورنوگرافی
فمینیسم ضدپورنوگرافی (به انگلیسی: Anti-pornography feminism) جنبشی در فمینیسم است که پورنوگرافی را برای زنان مضر می‌داند و باعث ایجاد علیت یا تسهیل خشونت علیه زنان می‌شود. از مخالفان فمینیست پورنوگرافی می‌توان از آندریا دورکین، کاترین مک‌کینون، رابین مورگان، دایانا راسل، آلیس شوارتزر، گیل داینز، و رابرت جنسن نام برد.
کاترین مک‌کینون و آندریا دوورکین به‌طور جداگانه موضعی را مطرح کرده بودند که هرزه‌نگاری را برای زنان، استثمارگر می‌دانستند، و خواستار قانونی مدنی بودند که پورنوگرافی‌ها را در قبال آسیب‌هایی که ناشی از استفاده، تولید و انتشار نشریات نشان می‌دهد، پاسخگو می‌کرد. زمانی که دورکین در سال ۱۹۸۶ در برابر کمیسیون میز (کمیسیونی که گزارش نهایی کمیسیون دادستان کل در مورد هرزه‌نگاری را در ژوئیه ۱۹۸۶ منتشر کرد و شامل ۱۹۶۰ صفحه است) شهادت داد، گفت که ۶۵ تا ۷۵ درصد از زنانی که در فحشا و پورنوگرافی فعالیت می‍کنند، قربانی محارم یا سوءاستفاده جنسی در کودکی شده‌اند.
فعالیت آندره آ دورکین علیه پورنوگرافی در طول دهه ۱۹۸۰ او را مورد توجه افکار عمومی در ایالات متحده قرار داد.